# WTA-toernooi van Memphis
Het WTA-toernooi van Memphis is een voormalig tennistoernooi voor vrouwen dat sinds 2002 onderdeel was van het tennistoernooi van Memphis, georganiseerd in de Amerikaanse stad Memphis. Daarvoor vond het toernooi sinds 1986 plaats in de stad Oklahoma. De officiële naam van het toernooi was laatstelijk US National Indoor Tennis Championships.
De WTA organiseerde het toernooi dat in de categorie "International" viel en werd gespeeld op overdekte hardcourtbanen.
Sinds de verhuizing naar Memphis in 2002 werd tegelijk met het WTA-toernooi op dezelfde locatie ook het ATP-toernooi van Memphis gespeeld.
Het toernooi in Memphis had vaak een Amerikaanse winnares. Venus Williams was er met drie overwinningen (1998, 1999 en 2007) het meest succesvol.
Het toernooi kende in de jaren 1980 en begin jaren 1990 diverse malen Nederlands succes in het enkelspel. De eerste editie in 1986 werd gewonnen door Marcella Mesker. In 1989 won Manon Bollegraf en in 1995 en 1996 werd het toernooi gewonnen door Brenda Schultz-McCarthy. De laatste was bovendien nog verliezend finaliste in 1988 en in 1994. Bollegraf bereikte ook in 1990 de finale.
Na 2013 is het vrouwentoernooi niet gecontinueerd. Vanaf 2014 vond in Memphis alleen nog het mannentoernooi plaats, tot en met 2017 waarna het niet werd voortgezet.

## Officiële namen
- 1971–1972: Virginia Slims of Oklahoma
- 1986–1993: Virginia Slims of Oklahoma
- 1994–1998: IGA Tennis Classic
- 1999–2000: IGA Superthrift Classic
- 2001: IGA US Indoors
- 2002–2003: Kroger St. Jude
- 2004–2011: Cellular South Cup
- 2012: Memphis International
- 2013: US National Indoor Tennis Championships

## Meervoudig winnaressen enkelspel
| speelster             | aantal titels | in de jaren      |
| --------------------- | ------------- | ---------------- |
| Venus Williams        | 3             | 1998, 1999, 2007 |
| Zina Garrison Jackson | 2             | 1992, 1993       |
| Brenda Schultz        | 2             | 1995, 1996       |
| Lindsay Davenport     | 2             | 1997, 2008       |
| Monica Seles          | 2             | 2000, 2001       |
| Lisa Raymond          | 2             | 2002, 2003       |
| Vera Zvonarjova       | 2             | 2004, 2005       |
| Sofia Arvidsson       | 2             | 2006, 2012       |

## Enkel- en dubbelspeltitel in één jaar
| speelster          | in het jaar |
| ------------------ | ----------- |
| Marcella Mesker    | 1986        |
| Zina Garrison      | 1993        |
| Meredith McGrath   | 1994        |
| Brenda Schultz     | 1996        |
| Venus Williams     | 1998        |
| Lindsay Davenport  | 2008        |
| Viktoryja Azarenka | 2009        |

## Finales

### Enkelspel
| Datum      | Naam                               | Cat.          | ($)           | Ondergrond        | Winnares              | Verliezend finaliste | Uitslag       |               |
| ---------- | ---------------------------------- | ------------- | ------------- | ----------------- | --------------------- | -------------------- | ------------- | ------------- |
| 1971-01-29 | VS of Oklahoma (O)                 |               | 12.500        | hardcourt, binnen | Billie Jean King      | Rosie Casals         | 1-6, 7-6, 6-4 | [ 2 ]         |
| 1972-02-16 | VS of Oklahoma (O)                 |               | 20.000        | tapijt, binnen    | Rosie Casals          | Valerie Ziegenfuss   | 6-4, 6-1      | [ 3 ]         |
| 1973–1985  | geen toernooi                      | geen toernooi | geen toernooi | geen toernooi     | geen toernooi         | geen toernooi        | geen toernooi | geen toernooi |
| 1986-02-24 | VS of Oklahoma (O)                 |               | 75.000        | tapijt, binnen    | Marcella Mesker       | Lori McNeil          | 6-4, 4-6, 6-3 | details       |
| 1987-02-09 | VS of Oklahoma (O)                 | Tier V        | 75.000        | hardcourt, binnen | Elizabeth Smylie      | Lori McNeil          | 4-6, 6-3, 7-5 | details       |
| 1988-02-22 | VS of Oklahoma (O)                 | Tier V        | 100.000       | tapijt, binnen    | Lori McNeil           | Brenda Schultz       | 6-3, 6-2      | details       |
| 1989-02-27 | VS of Oklahoma (O)                 | Tier V        | 100.000       | hardcourt, binnen | Manon Bollegraf       | Leila Meschi         | 6-4, 6-4      | details       |
| 1990-02-19 | VS of Oklahoma (O)                 | Tier IV       | 150.000       | hardcourt, binnen | Amy Frazier           | Manon Bollegraf      | 6-4, 6-2      | details       |
| 1991-02-18 | VS of Oklahoma (O)                 | Tier IV       | 150.000       | hardcourt, binnen | Jana Novotná          | Anne Smith           | 3-6, 6-3, 6-2 | details       |
| 1992-02-17 | VS of Oklahoma (O)                 | Tier IV       | 150.000       | hardcourt, binnen | Zina Garrison Jackson | Lori McNeil          | 7-5, 3-6, 7-6 | details       |
| 1993-02-15 | VS of Oklahoma (O)                 | Tier III      | 150.000       | hardcourt, binnen | Zina Garrison Jackson | Patty Fendick        | 6-2, 6-2      | details       |
| 1994-02-14 | IGA Tennis Classic (O)             | Tier III      | 150.000       | hardcourt, binnen | Meredith McGrath      | Brenda Schultz       | 7-6, 7-6      | details       |
| 1995-02-13 | IGA Tennis Classic (O)             | Tier III      | 161.250       | hardcourt, binnen | Brenda Schultz        | Jelena Lichovtseva   | 6-1, 6-2      | details       |
| 1996-02-19 | IGA Tennis Classic (O)             | Tier III      | 164.250       | hardcourt, binnen | Brenda Schultz        | Amanda Coetzer       | 6-3, 6-2      | details       |
| 1997-02-17 | IGA Tennis Classic (O)             | Tier III      | 164.250       | hardcourt, binnen | Lindsay Davenport     | Lisa Raymond         | 6-4, 6-2      | details       |
| 1998-02-23 | IGA Tennis Classic (O)             | Tier III      | 164.250       | hardcourt, binnen | Venus Williams        | Joannette Kruger     | 6-3, 6-2      | details       |
| 1999-02-22 | IGA Superthrift Classic (O)        | Tier III      | 180.000       | hardcourt, binnen | Venus Williams        | Amanda Coetzer       | 6-4, 6-0      | details       |
| 2000-02-21 | IGA Superthrift Classic (O)        | Tier III      | 170.000       | hardcourt, binnen | Monica Seles          | Nathalie Dechy       | 6-1, 7-6      | details       |
| 2001-02-19 | IGA US Indoors (O)                 | Tier III      | 170.000       | hardcourt, binnen | Monica Seles          | Jennifer Capriati    | 6-3, 5-7, 6-2 | details       |
| 2002-02-18 | Kroger St. Jude (M)                | Tier III      | 170.000       | hardcourt, binnen | Lisa Raymond          | A Stevenson          | 4-6, 6-3, 7-6 | details       |
| 2003-02-17 | Kroger St. Jude (M)                | Tier III      | 170.000       | hardcourt, binnen | Lisa Raymond          | Amanda Coetzer       | 6-3, 6-2      | details       |
| 2004-02-16 | Cellular South Cup (M)             | Tier III      | 190.000       | hardcourt, binnen | Vera Zvonarjova       | Lisa Raymond         | 4-6, 6-4, 7-5 | details       |
| 2005-02-14 | Cellular South Cup (M)             | Tier III      | 170.000       | hardcourt, binnen | Vera Zvonarjova       | Meg Shaughnessy      | 7-6, 6-2      | details       |
| 2006-02-20 | Cellular South Cup (M)             | Tier III      | 175.000       | hardcourt, binnen | Sofia Arvidsson       | Marta Domachowska    | 6-2, 2-6, 6-3 | details       |
| 2007-02-19 | Cellular South Cup (M)             | Tier III      | 175.000       | hardcourt, binnen | Venus Williams        | Shahar Peer          | 6-1, 6-1      | details       |
| 2008-02-25 | Cellular South Cup (M)             | Tier III      | 175.000       | hardcourt, binnen | Lindsay Davenport     | Volha Havartsova     | 6-2, 6-1      | details       |
| 2009-02-16 | Cellular South Cup (M)             | International | 220.000       | hardcourt, binnen | Viktoryja Azarenka    | Caroline Wozniacki   | 6-1, 6-3      | details       |
| 2010-02-15 | Cellular South Cup (M)             | International | 220.000       | hardcourt, binnen | Maria Sjarapova       | Sofia Arvidsson      | 6-2, 6-1      | details       |
| 2011-02-13 | Cellular South Cup (M)             | International | 220.000       | hardcourt, binnen | Magdaléna Rybáriková  | Rebecca Marino       | 6-2, opg.     | details       |
| 2012-02-19 | Memphis International (M)          | International | 220.000       | hardcourt, binnen | Sofia Arvidsson       | Marina Erakovic      | 6-3, 6-4      | details       |
| 2013-02-17 | US Nat'l Indoor Tennis Champ's (M) | International | 220.000       | hardcourt, binnen | Marina Erakovic       | Sabine Lisicki       | 6-1, opg.     | details       |

* (M) = Memphis, (O) = Oklahoma

### Dubbelspel
| Datum      | Naam                               | Cat.          | ($)           | Ondergrond        | Winnaressen                            | Verliezend finalistes                 | Uitslag          |               |
| ---------- | ---------------------------------- | ------------- | ------------- | ----------------- | -------------------------------------- | ------------------------------------- | ---------------- | ------------- |
| 1971-01-29 | VS of Oklahoma (O)                 |               | 12.500        | hardcourt, binnen | Rosie Casals Billie Jean King          | Mary-Ann Eisel Valerie Ziegenfuss     | 6-7, 6-0, 7-5    | [ 2 ]         |
| 1972-02-16 | VS of Oklahoma (O)                 |               | 20.000        | tapijt, binnen    | Rosie Casals Billie Jean King          | Judy Dalton Françoise Dürr            | 6-7, 7-6, 6-2    | [ 3 ]         |
| 1973–1985  | geen toernooi                      | geen toernooi | geen toernooi | geen toernooi     | geen toernooi                          | geen toernooi                         | geen toernooi    | geen toernooi |
| 1986-02-24 | VS of Oklahoma (O)                 |               | 75.000        | tapijt, binnen    | Marcella Mesker Pascale Paradis        | Lori McNeil Catherine Suire           | 2-6, 7-6, 6-1    | details       |
| 1987-02-09 | VS of Oklahoma (O)                 | Tier V        | 75.000        | hardcourt, binnen | S Parchomenko Larisa Savtsjenko        | Lori McNeil Kim Sands                 | 6-4, 6-4         | details       |
| 1988-02-22 | VS of Oklahoma (O)                 | Tier V        | 100.000       | tapijt, binnen    | Jana Novotná Catherine Suire           | Catarina Lindqvist T Scheuer-Larsen   | 6-4, 6-4         | details       |
| 1989-02-27 | VS of Oklahoma (O)                 | Tier V        | 100.000       | hardcourt, binnen | Lori McNeil Betsy Nagelsen             | Elise Burgin Elizabeth Smylie         | Forfait          | details       |
| 1990-02-19 | VS of Oklahoma (O)                 | Tier IV       | 150.000       | hardcourt, binnen | Mary-Lou Daniels Wendy White           | Manon Bollegraf Lise Gregory          | 7-5, 6-2         | details       |
| 1991-02-18 | VS of Oklahoma (O)                 | Tier IV       | 150.000       | hardcourt, binnen | Meredith McGrath Anne Smith            | Katrina Adams Jill Hetherington       | 6-2, 6-4         | details       |
| 1992-02-17 | VS of Oklahoma (O)                 | Tier IV       | 150.000       | hardcourt, binnen | Lori McNeil Nicole Provis              | Katrina Adams Manon Bollegraf         | 3-6, 6-4, 7-6    | details       |
| 1993-02-15 | VS of Oklahoma (O)                 | Tier III      | 150.000       | hardcourt, binnen | Patty Fendick Zina Garrison-Jackson    | Katrina Adams Manon Bollegraf         | 6-3, 6-2         | details       |
| 1994-02-14 | IGA Tennis Classic (O)             | Tier III      | 150.000       | hardcourt, binnen | Patty Fendick Meredith McGrath         | Katrina Adams Manon Bollegraf         | 7-6, 6-2         | details       |
| 1995-02-13 | IGA Tennis Classic (O)             | Tier III      | 161.250       | hardcourt, binnen | Nicole Arendt Laura Golarsa            | Katrina Adams Brenda Schultz          | 6-4, 6-3         | details       |
| 1996-02-19 | IGA Tennis Classic (O)             | Tier III      | 164.250       | hardcourt, binnen | Chanda Rubin Brenda Schultz            | Katrina Adams Debbie Graham           | 6-4, 6-3         | details       |
| 1997-02-17 | IGA Tennis Classic (O)             | Tier III      | 164.250       | hardcourt, binnen | Rika Hiraki Nana Miyagi                | M Werdel-Witmeyer Tami Jones          | 6-4, 6-1         | details       |
| 1998-02-23 | IGA Tennis Classic (O)             | Tier III      | 164.250       | hardcourt, binnen | Serena Williams Venus Williams         | Cătălina Cristea Kristine Kunce       | 7-5, 6-2         | details       |
| 1999-02-22 | IGA Superthrift Classic (O)        | Tier III      | 180.000       | hardcourt, binnen | Lisa Raymond Rennae Stubbs             | Amanda Coetzer Jessica Steck          | 6-3, 6-4         | details       |
| 2000-02-21 | IGA Superthrift Classic (O)        | Tier III      | 170.000       | hardcourt, binnen | Corina Morariu Kimberly Po             | Tam. Tanasugarn Olena Tatarkova       | 6-4, 4-6, 6-2    | details       |
| 2001-02-19 | IGA US Indoors (O)                 | Tier III      | 170.000       | hardcourt, binnen | Amanda Coetzer Lori McNeil             | Janet Lee Wynne Prakusya              | 6-3, 2-6, 6-0    | details       |
| 2002-02-18 | Kroger St. Jude (M)                | Tier III      | 170.000       | hardcourt, binnen | Ai Sugiyama Olena Tatarkova            | Melissa Middleton Brie Rippner        | 6-4, 2-6, 6-0    | details       |
| 2003-02-17 | Kroger St. Jude (M)                | Tier III      | 170.000       | hardcourt, binnen | Akiko Morigami Saori Obata             | Alina Zjidkova Bryanne Stewart        | 6-1, 6-1         | details       |
| 2004-02-16 | Cellular South Cup (M)             | Tier III      | 190.000       | hardcourt, binnen | Åsa Svensson Meilen Tu                 | Maria Sjarapova Vera Zvonarjova       | 6-4, 7-6         | details       |
| 2005-02-14 | Cellular South Cup (M)             | Tier III      | 170.000       | hardcourt, binnen | Miho Saeki Yuka Yoshida                | Laura Granville Abigail Spears        | 6-3, 6-4         | details       |
| 2006-02-20 | Cellular South Cup (M)             | Tier III      | 175.000       | hardcourt, binnen | Lisa Raymond Samantha Stosur           | Viktoryja Azarenka Caroline Wozniacki | 7-6, 6-3         | details       |
| 2007-02-19 | Cellular South Cup (M)             | Tier III      | 175.000       | hardcourt, binnen | Nicole Pratt Bryanne Stewart           | Jarmila Gajdošová Akiko Morigami      | 7-5, 4-6, [10-5] | details       |
| 2008-02-25 | Cellular South Cup (M)             | Tier III      | 175.000       | hardcourt, binnen | Lindsay Davenport Lisa Raymond         | Angela Haynes Mashona Washington      | 6-3, 6-1         | details       |
| 2009-02-16 | Cellular South Cup (M)             | International | 220.000       | hardcourt, binnen | Viktoryja Azarenka Caroline Wozniacki  | Joeliana Fedak Michaëlla Krajicek     | 6-1, 7-6         | details       |
| 2010-02-15 | Cellular South Cup (M)             | International | 220.000       | hardcourt, binnen | Vania King Michaëlla Krajicek          | B Mattek-Sands M Shaughnessy          | 7-5, 6-2         | details       |
| 2011-02-13 | Cellular South Cup (M)             | International | 220.000       | hardcourt, binnen | Volha Havartsova Alla Koedrjavtseva    | Andrea Hlaváčková Lucie Hradecká      | 6-3, 4-6, [10-8] | details       |
| 2012-02-19 | Memphis International (M)          | International | 220.000       | hardcourt, binnen | Andrea Hlaváčková Lucie Hradecká       | Vera Doesjevina Volha Havartsova      | 6-3, 6-4         | details       |
| 2013-02-17 | US Nat'l Indoor Tennis Champ's (M) | International | 220.000       | hardcourt, binnen | Kristina Mladenovic Galina Voskobojeva | Sofia Arvidsson Johanna Larsson       | 7-6, 6-3         | details       |

* (M) = Memphis, (O) = Oklahoma